# Golsinda basigranosa
Golsinda basigranosa är en skalbaggsart som beskrevs av Stefan von Breuning 1938. Golsinda basigranosa ingår i släktet Golsinda och familjen långhorningar.
Artens utbredningsområde är Burma. Inga underarter finns listade i Catalogue of Life.